# Scrub Island, Anguilla
Scrub Island är en ö i Anguilla. Den ligger nordöst om huvudön Anguilla, 14 kilometer nordost om huvudstaden The Valley. Arean är 8,0 kvadratkilometer.
Terrängen på Scrub Island är mycket platt. Öns högsta punkt är 24 meter över havet. Den sträcker sig 2,5 kilometer i nord-sydlig riktning, och 3,9 kilometer i öst-västlig riktning.